# Ошейниковый воробьиный сыч
Ошейниковый воробьиный сыч, или азиатский ошейниковый сычик (лат. Taenioptynx  brodiei) — птица из семейства совиных. Видовое латинское название дано в честь английского физиолога Бенджамина Коллинза Броди (1783—1862).
Длина тела от 15 до 17 см. Самки обычно крупнее самцов, их масса составляет примерно 60 грамм, тогда как самцы весят около 50 грамм. Это самая маленькая сова в Азии. Голова серо-коричневая с многочисленными белыми пятнами. «Ушки» отсутствуют. Оперение спины серо-коричневое с тёмными и светлыми поперечными полосами. Отличительной чертой являются белые «брови» и белое пятно на горле. На затылке находится «ложное лицо» (рисунок, напоминающий лицо птицы). Размах крыльев 38 см. 
Обитает в дубовых и хвойных лесах Индии, Китая, Пакистана и на Тайване, на высоте 600-3000 метров. 
В отличие от большинства представителей семейства, активен не только в сумерках, но и днём. Питается в основном мелкими птицами, а также мышами, ящерицами, цикадами, саранчой, жуками и другими насекомыми.
Период размножения в Гималаях с середины марта по июнь. Для гнездования использует дупла деревьев. В кладке как правило четыре белых яйца.
Ранее включался в род воробьиные сычики, однако затем был перемещён в род Taenioptynx на основании результатов филогенетического анализа. Подвиды:
- Taenioptynx brodiei brodiei (Burton, 1836)
- Taenioptynx brodiei pardalotus (Swinhoe, 1863)

Ранее вид Taenioptynx sylvaticus считался одним видом с ошейниковым воробьиным сычиком.